# Pecetto di Valenza
Pecetto di Valenza és un municipi al territori de la província d'Alessandria, a la regió del Piemont (Itàlia). Limita amb els municipis d'Alessandria, Bassignana, Montecastello, Pietra Marazzi i Valenza. Pertanyen al municipi les frazioni de Gasparini, Molina i Pellizzari.

## Galeria fotogràfica

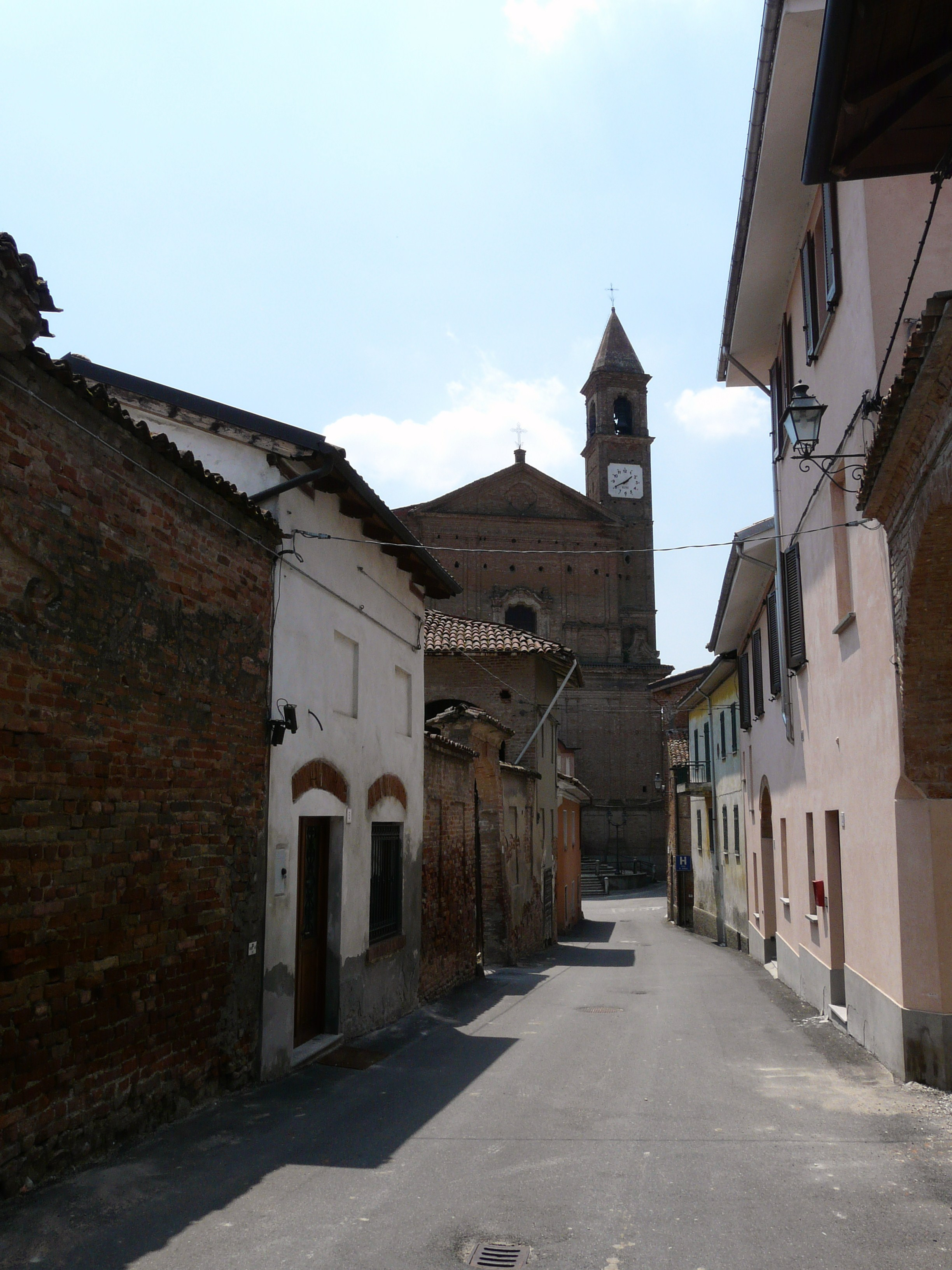
Centre històric
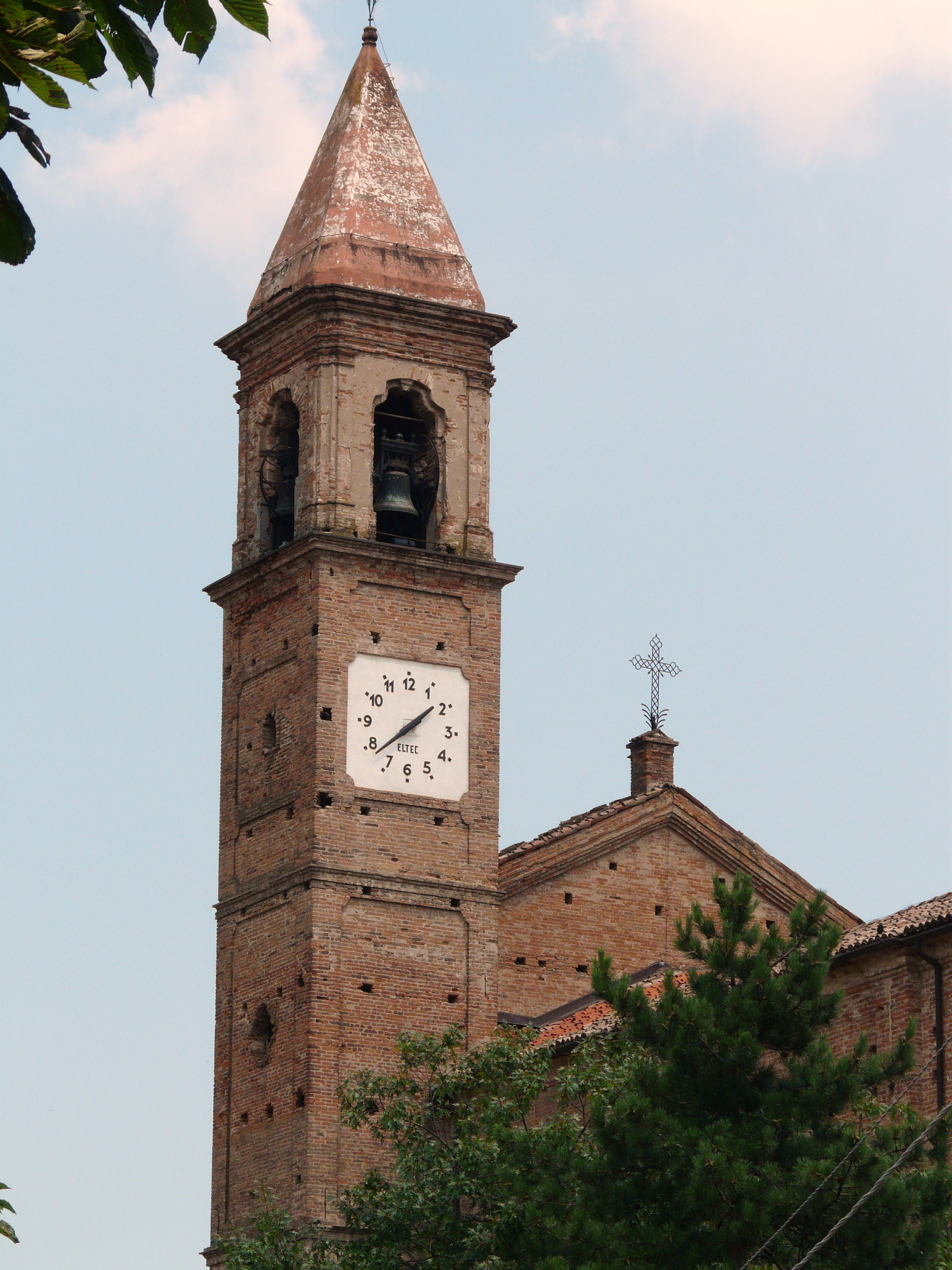
Església de Santa Maria